# ChangesNowBowie
ChangesNowBowie — концертный альбом британского рок-музыканта Дэвида Боуи, выпущенный на лейбле Parlophone. Альбом состоит из материала, записанного во время студийных  сессий в 1996 году специально для передачи BBC посвящённой 50-летию Боуи. Первоначально выпущенный на стриминговых платформах 17 апреля 2020 года, ChangesNowBowie был переиздан ограниченным тиражом ко Дню музыкального магазина (29 августа 2020 года) как на виниле, так и на компакт-дисках.

## История
Материал, изданный под названием ChangesNowBowie, первоначально был записан в 1996 году для передачи BBC. В тот период Боуи готовился к концерту, посвященному его 50-летию, который должен был отмечаться 9 января 1997 года в Мэдисон-сквер-гардене, записи были сделаны с репетиции концерта. Праздничное шоу состоялось на следующий день после юбилея музыканта, в нём приняли участие такие исполнители, как Foo Fighters, Sonic Youth и Лу Рид.
Записи репетиций (проходивших в нью-йоркской студии Looking Glass Studios) по большей части, представляли собой акустические версии песен Боуи, за исключением «White Light/White Heat» группы The Velvet Underground и «Shopping For Girls» проекта Боуи Tin Machine. Помимо самого Боуи, в репетициях участвовали Гейл Энн Дорси, Марк Плати и Ривз Гэбрелс, каждый из которых давно сотрудничал с музыкантом. Плати, Гэбрелс и Боуи выступили продюсерами материала.

## Список композиций

### Грампластинка
Слова и музыка всех песен — написаны Дэвидом Боуи, за исключением отмеченных.
| №  | Название                     | Текст песни              | Длительность |
| -- | ---------------------------- | ------------------------ | ------------ |
| 1. | «The Man Who Sold the World» |                          | 4:01         |
| 2. | «Aladdin Sane»               |                          | 3:34         |
| 3. | «White Light/White Heat»     | Лу Рид                   | 3:43         |
| 4. | «Shopping For Girls»         | Дэвид Боуи, Ривз Гэбрелс | 3:31         |

| №  | Название        | Длительность |
| -- | --------------- | ------------ |
| 1. | «Lady Stardust» | 3:32         |
| 2. | «The Supermen»  | 3:12         |
| 3. | «Repetition»    | 3:01         |
| 4. | «Andy Warhol»   | 2:35         |
| 5. | «Quicksand»     | 4:46         |

### Компакт-диск
| №  | Название                     | Текст песни              | Длительность |
| -- | ---------------------------- | ------------------------ | ------------ |
| 1. | «The Man Who Sold the World» |                          | 4:01         |
| 2. | «Aladdin Sane»               |                          | 3:34         |
| 3. | «White Light/White Heat»     | Лу Рид                   | 3:43         |
| 4. | «Shopping For Girls»         | Дэвид Боуи, Ривз Гэбрелс | 3:31         |
| 5. | «Lady Stardust»              |                          | 3:32         |
| 6. | «The Supermen»               |                          | 3:12         |
| 7. | «Repetition»                 |                          | 3:01         |
| 8. | «Andy Warhol»                |                          | 2:35         |
| 9. | «Quicksand»                  |                          | 4:46         |

## Участники записи
- Дэвид Боуи — ведущий вокал, продюсер
- Гейл Энн Дорси[англ.] — бас, вокал
- Ривз Гэбрелс — гитара, продюсер
- Марк Плати[англ.] — запись, сведение, продюсер, клавишные
- Рэй Стэфф – мастеринг

## Примечание
1. ↑  David Bowie rarities EP 'Is It Any Wonder?’ and 'ChangesNowBowie’ Record Store Day 2020 release announced. NME (8 января 2020). Дата обращения: 3 мая 2022. Архивировано 3 мая 2022 года.
2. ↑  David Bowie: ChangesNowBowie. Pitchfork. Дата обращения: 3 мая 2022. Архивировано 29 апреля 2020 года.
3. ↑  DAVID BOWIE’S 50TH BIRTHDAY CONCERT AT MADISON SQUARE GARDEN. thinwhiteduke.net (9 января 1997). Дата обращения: 2 мая 2022. Архивировано 2 мая 2022 года.
4. ↑  Nearly Fifty And Nearly Unplugged. popmatters.com (29 мая 2020). Дата обращения: 2 мая 2022. Архивировано 2 мая 2022 года.
5. ↑  Bowie Shares 50th Birthday with Friends. ultimateclassicrock.com. Дата обращения: 2 мая 2022. Архивировано 2 мая 2022 года.
6. ↑  Two Bowie Records To Be Released. theguardian.com (9 января 2020). Дата обращения: 2 мая 2022. Архивировано 2 мая 2022 года.
7. ↑  ChangesNowBowie Press Release. davidbowie.com (1 апреля 2020). Дата обращения: 2 мая 2022. Архивировано 2 мая 2022 года.